# Сулейманов Санан Амрах-огли
Санан Амрах-огли Сулейманов (азерб. Sənan Əmrah oğlu Süleymanov; нар. 16 грудня 1996, Кізилкиліса, Квемо-Картлі, Грузія) — азербайджанський борець греко-римського стилю, срібний призер чемпіонату світу, чемпіон та бронзовий призер чемпіонатів Європи.

## Життєпис
Народився в селі Кізилкиліса в Грузії. У другому класі переїхав до бакинського селища Біна. Закінчив місцеву школу № 218.
Почав займатися боротьбою у віці 9 років під враженням від успіхів свого близького родича, олімпійського і дворазового чемпіона світу Фаріда Мансурова. Тренувався під керівництвом Азера Гусейнова в селищі, де він живе. Продовжує займатися з цим тренером і далі.
У 2012 році став бронзовим призером чемпіонату світу серед кадетів. Того ж року такого ж результату досяг на європейській кадетській першості. У 2016 році здобув бронзову медаль чемпіонату Європи серед юніорів, а у 2019 — срібну на чемпіонаті світу серед молоді.

## Спортивні результати на міжнародних змаганнях

### Виступи на Чемпіонатах світу
| Змагання                        | Збірна      | Вагова категорія                 | Місце  |
| ------------------------------- | ----------- | -------------------------------- | ------ |
| Чемпіонат світу з боротьби 2019 | Азербайджан | греко-римська боротьба, до 72 кг | 8      |
| Чемпіонат світу з боротьби 2021 | Азербайджан | греко-римська боротьба, до 77 кг | Срібло |

### Виступи на Чемпіонатах Європи
| Змагання                         | Збірна      | Вагова категорія                 | Місце  |
| -------------------------------- | ----------- | -------------------------------- | ------ |
| Чемпіонат Європи з боротьби 2017 | Азербайджан | греко-римська боротьба, до 66 кг | 11     |
| Чемпіонат Європи з боротьби 2020 | Азербайджан | греко-римська боротьба, до 77 кг | Золото |
| Чемпіонат Європи з боротьби 2021 | Азербайджан | греко-римська боротьба, до 77 кг | Бронза |
| Чемпіонат Європи з боротьби 2022 | Азербайджан | греко-римська боротьба, до 77 кг | Бронза |

### Виступи на Кубках світу
| Змагання                    | Збірна      | Вагова категорія                 | Місце |
| --------------------------- | ----------- | -------------------------------- | ----- |
| Кубок світу з боротьби 2020 | Азербайджан | греко-римська боротьба, до 77 кг | 20    |

### Виступи на інших змаганнях
| Змагання                                                       | Збірна      | Вагова категорія                 | Місце  |
| -------------------------------------------------------------- | ----------- | -------------------------------- | ------ |
| Київський Міжнародний турнір з боротьби 2019                   | Азербайджан | греко-римська боротьба, до 72 кг | Золото |
| Гран-прі Франції Анрі Деглана 2021                             | Азербайджан | греко-римська боротьба, до 77 кг | Бронза |
| Олімпійський кваліфікаційний турнір з боротьби 2020 (Будапешт) | Азербайджан | греко-римська боротьба, до 77 кг | Бронза |

### Виступи на змаганнях молодших вікових груп
| Змагання                                       | Збірна      | Вагова категорія                 | Місце  |
| ---------------------------------------------- | ----------- | -------------------------------- | ------ |
| Чемпіонат Європи з боротьби серед кадетів 2012 | Азербайджан | греко-римська боротьба, до 42 кг | Бронза |
| Чемпіонат світу з боротьби серед кадетів 2012  | Азербайджан | греко-римська боротьба, до 42 кг | Бронза |
| Чемпіонат Європи з боротьби серед юніорів 2016 | Азербайджан | греко-римська боротьба, до 66 кг | Бронза |
| Чемпіонат Європи з боротьби серед молоді 2017  | Азербайджан | греко-римська боротьба, до 66 кг | 7      |
| Чемпіонат світу з боротьби серед молоді 2019   | Азербайджан | греко-римська боротьба, до 72 кг | Срібло |